# Національна Асамблея Венесуели
Націона́льна асамбле́я Венесуе́ли (ісп. Asamblea Nacional de la República Bolivariana de Venezuela) — національний законодавчий орган (парламент) Венесуели. Асамблея складається з 165 членів, 3 місця зарезервовані для представників корінних народів Венесуели і обираються окремо для всіх громадян, а не тільки тих, хто має корінне походження. Вона була створена після затвердження конституції у 1999, замінивши попередній Конгрес Республіки (ісп. Congreso de la República). Всі депутати обираються строком на 5 років. Місцеперебування — Федеральний законодавчий палац у столиці Венесуели Каракасі.

## Парламентські вибори в Венесуелі 2015
|                                             |                                          |            |       |       |     |
| Партія                                      | Партія                                   | Голосів    | %     | Місць | +/– |
|                                             | Круглий стіл демократичної єдності       | 7 726 066  | 56,22 | 109   | ▲45 |
|                                             | Об'єднана соціалістична партія Венесуели | 5 622 844  | 40,91 | 55    | ▼41 |
|                                             | Інші                                     | 394 064    | 2,87  | 0     | ▼2  |
|                                             | Представники корінних народів            | –          | –     | 3     | ▬   |
| Недійсні голоси/проти всіх                  | Недійсні голоси/проти всіх               | 686 119    | –     | –     | –   |
| Всього                                      | Всього                                   | 14 385 349 | 100   | 167   | ▲2  |
| Зареєстровані виборці/явка                  | Зареєстровані виборці/явка               | 19 504 106 | 74,17 | –     | –   |
| Джерело: CNE (100,0 % підрахованих голосів) |                                          |            |       |       |     |